# Amiran Elbakidze
Amiran Elbakidze (gruz. ამირან ელბაქიძე; ur. 15 grudnia 1982) – gruziński zapaśnik walczący w stylu wolnym. Siódmy w Pucharze Świata w 2006. Mistrz świata juniorów w 2001 i Europy w 2002. Wicemistrz świata kadetów w 1998, a trzeci w 1999 roku.